# Elemental
De acordo com o esoterismo, Elemental é todo e qualquer espírito que crê-se existir na natureza.
Também são conhecidos como personagens fictícios, que representam seres da natureza e que seriam capazes de controlar os elementos e os representar. São eles:
- Silfos - os elementais do ar
- Salamandras - os elementais do fogo
- Ondinas - os elementais da água
- Gnomos - os elementais da terra

De acordo com Dorothy Louise Abrams, em seu livro Identity and the Quartered Circle: Studies in Applied Wicca, existem quatro elementares que são tradicionalmente nomeados nas cerimônias de magia e alquimia: Gob (terra), Djinn (fogo), Paralda (ar) e NecksaI (água).